# Roomen (tengwar)
Roomen es la primera letra adicional del sistema de escritura que inventó J. R. R. Tolkien en sus obras como El Señor de los Anillos conocido como Tengwar.
En el Alfabeto Fonético Internacional es la vibrante múltiple alveolar, que en castellano es "rr" o "r" al principio de una palabra.
- Datos: Q30919247